# Adrienne Haan

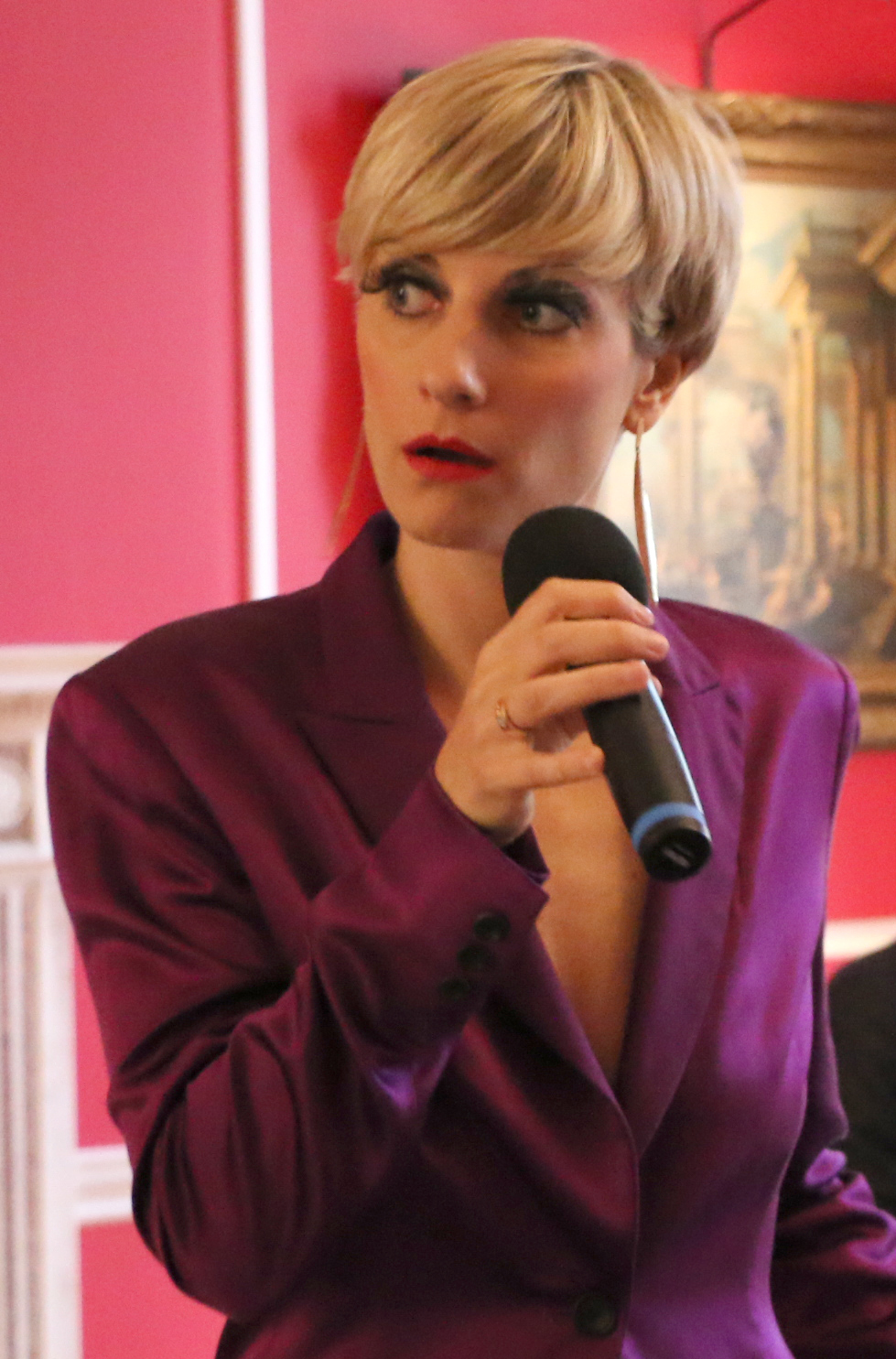
Adrienne Catherine Haan (2017)

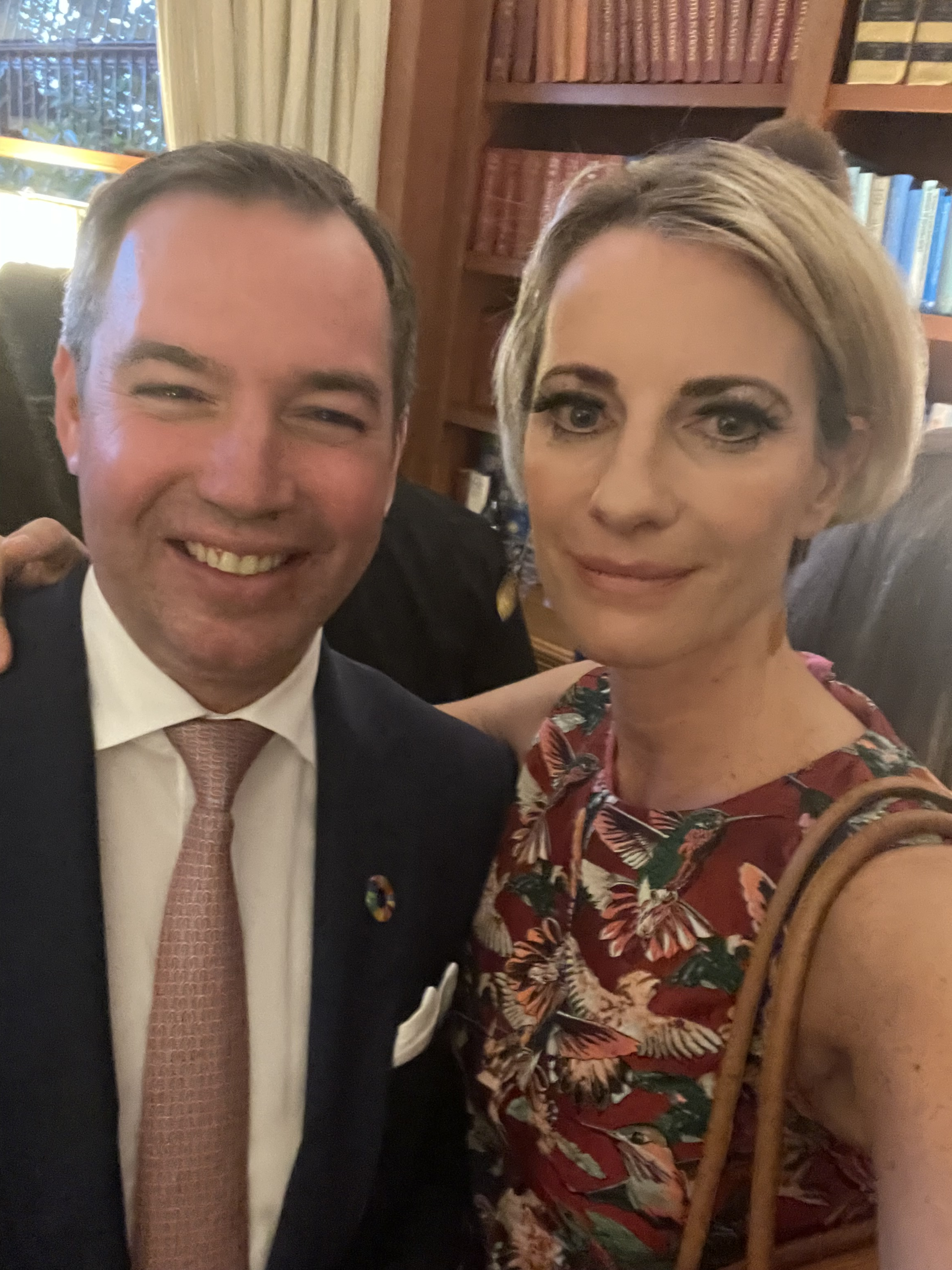
Adrienne Haan mit dem Erbgroßherzog Guillaume von Luxemburg während der Generalversammlung der Vereinten Nationen in New York City, September 2023

Adrienne Catherine Haan (* 7. April 1978 in Essen) ist eine deutsch-luxemburgische Schauspielerin, Sängerin, Autorin und Produzentin, die in Theater, Kabarett und Konzerten auftritt. Ihr Bühnenzusatzname ist „Chanteuse Internationale“.

## Herkunft
Adrienne Catherine Haan wurde am 7. April 1978 in Essen, Deutschland geboren. Sie hat die doppelte Staatsbürgerschaft in Deutschland und Luxemburg und ist Inhaberin der US-Greencard.

## Werdegang
Haan absolvierte die American Academy of Dramatic Arts im Jahr 1999. Sie studierte an der Juilliard School in New York City und an der Hochschule für Musik und Tanz Köln. Sie bestand ein MA in Angewandten Sprachwissenschaften und der Lehre der englischen Sprache von St. Mary’s University in Twickenham (London).

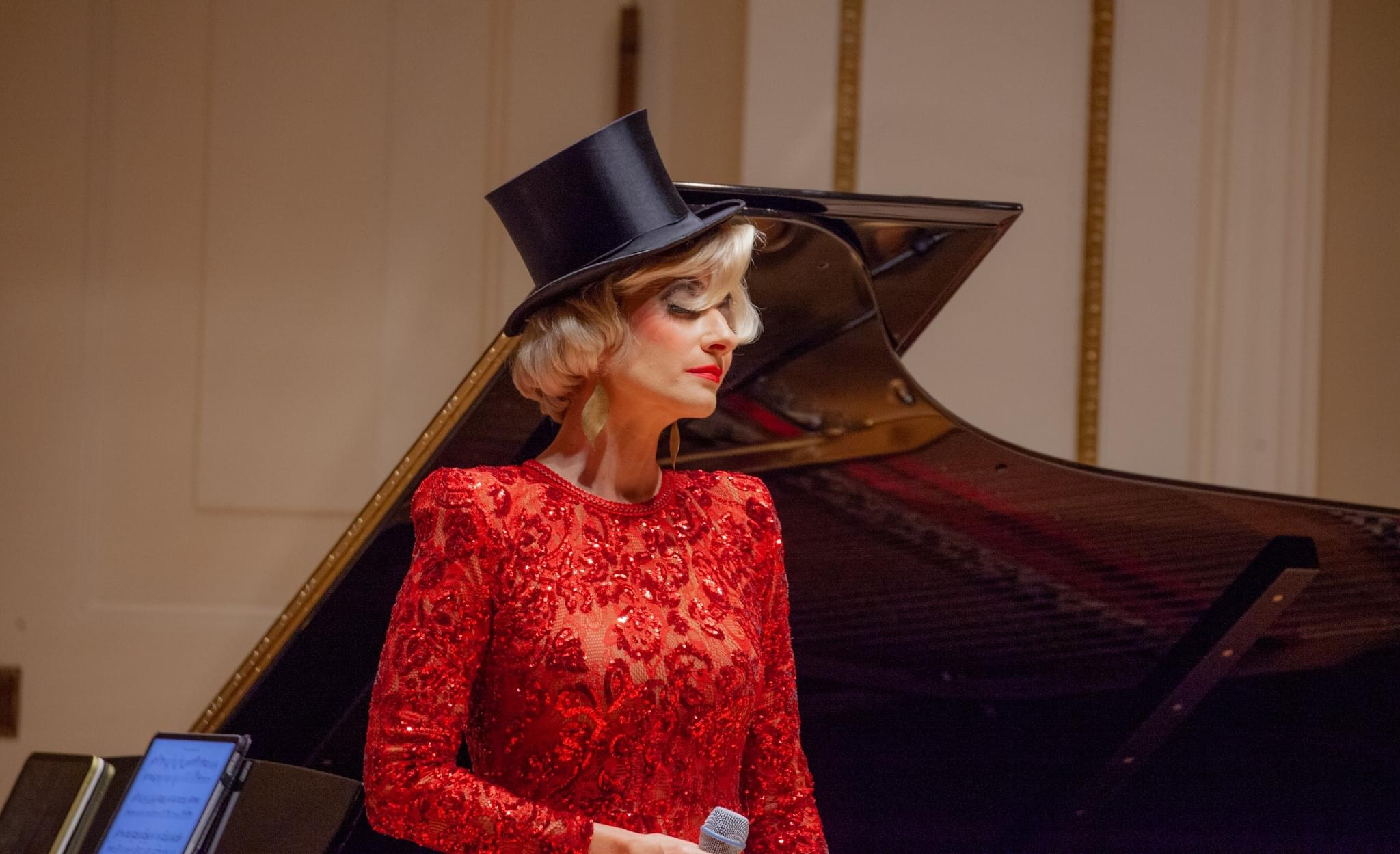
Adrienne Haan in der Carnegie Hall, 2023

## Karriere

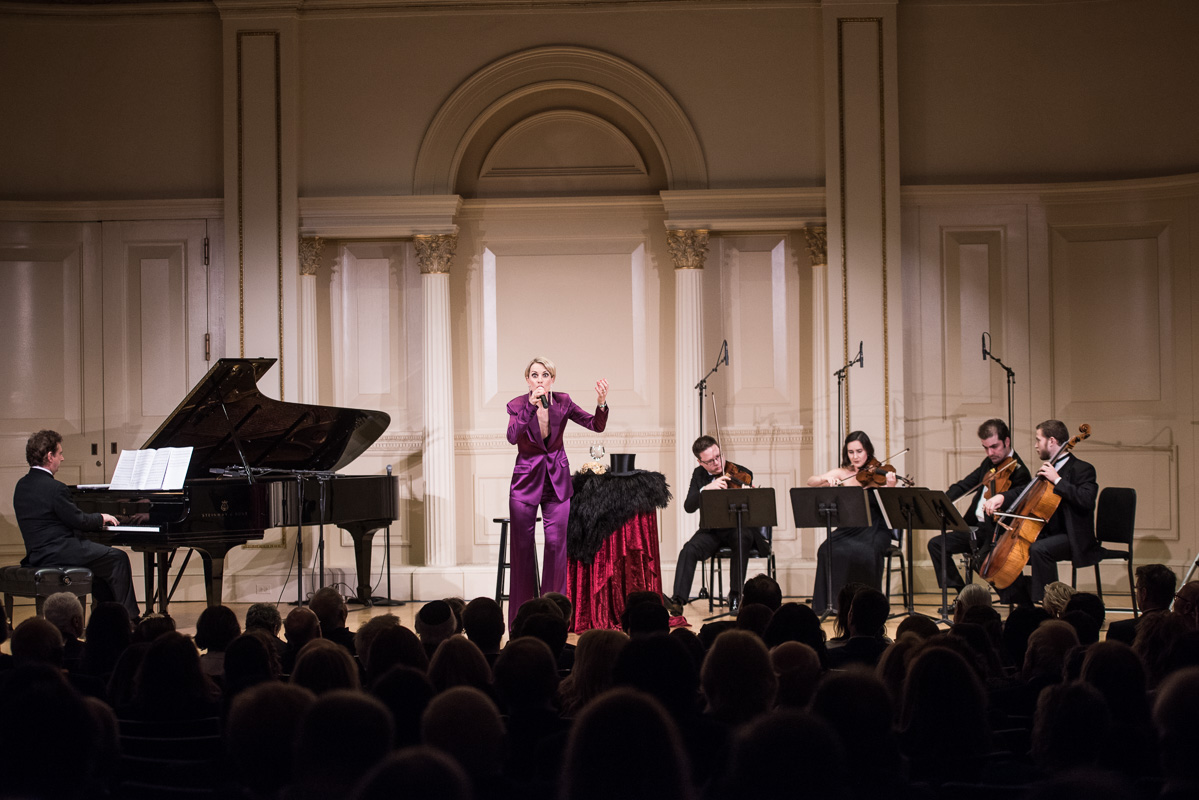
Adrienne Haan – Tehorah – Carnegie Hall, NYC, 2015

Haan ist eine Schauspielerin und Sängerin, die sich auf die Musik der 1920er und 30er Jahre spezialisiert hat. Fokussiert ist sie vor allem auf die Musik von Kurt Weill sowie auf die der Weimarer Republik. Seit 1999 ist sie in Kabaretts und auf Konzertbühnen in den USA, Südamerika, Europa, Israel, der Türkei, China, Afrika und Australien aufgetreten, wo sie für historisch genaue Interpretationen von Liedern in Englisch, Deutsch, Luxemburgisch, Schwedisch, Französisch, Spanisch, Italienisch, Türkisch, Armenisch, Ukrainisch, Hebräisch, Jiddisch, Mandarin und Zulu bekannt ist. 2019 debütierte sie in der Türkei, wo sie am Europatag 2019 für die europäische Delegation in Ankara und mit ihrem Pianisten im Palais de France in Istanbul auf, wo sie die Hommage an Mustafa Kemal Atatürk, „Yiğidim Aslanım“, sang.
Mit ihrer Show Broadway Rock Hall tourte Haan auch bereits durch China. Mit Tehorah feierte sie bei ihrem Debüt in der Carnegie Hall den 50. Jahrestag der deutsch-israelischen diplomatischen Beziehungen mit einer weiteren Zugabe in Washington DC und beim renommierten Ravinia Festival. Im Mai 2023 kehrte sie mit demselben Konzert in die Carnegie Hall zurück. Haan führte Tehorah auch im Rahmen der Präsidentschaft Luxemburgs für die International Holocaust Remembrance Alliance (IHRA) unter der Schirmherrschaft Seiner Königlichen Hoheit, dem Großherzog von Luxemburg am Escher Theater in Luxemburg auf, sowie beim Jüdischen Festival Warszawa Singera in Warschau am Nowy Teatr in Łódź, Polen, und an der Weißen Synagoge in Breslau, Polen, unter der Schirmherrschaft des Botschafters des Großherzogtums Luxemburgs in Polen auf.

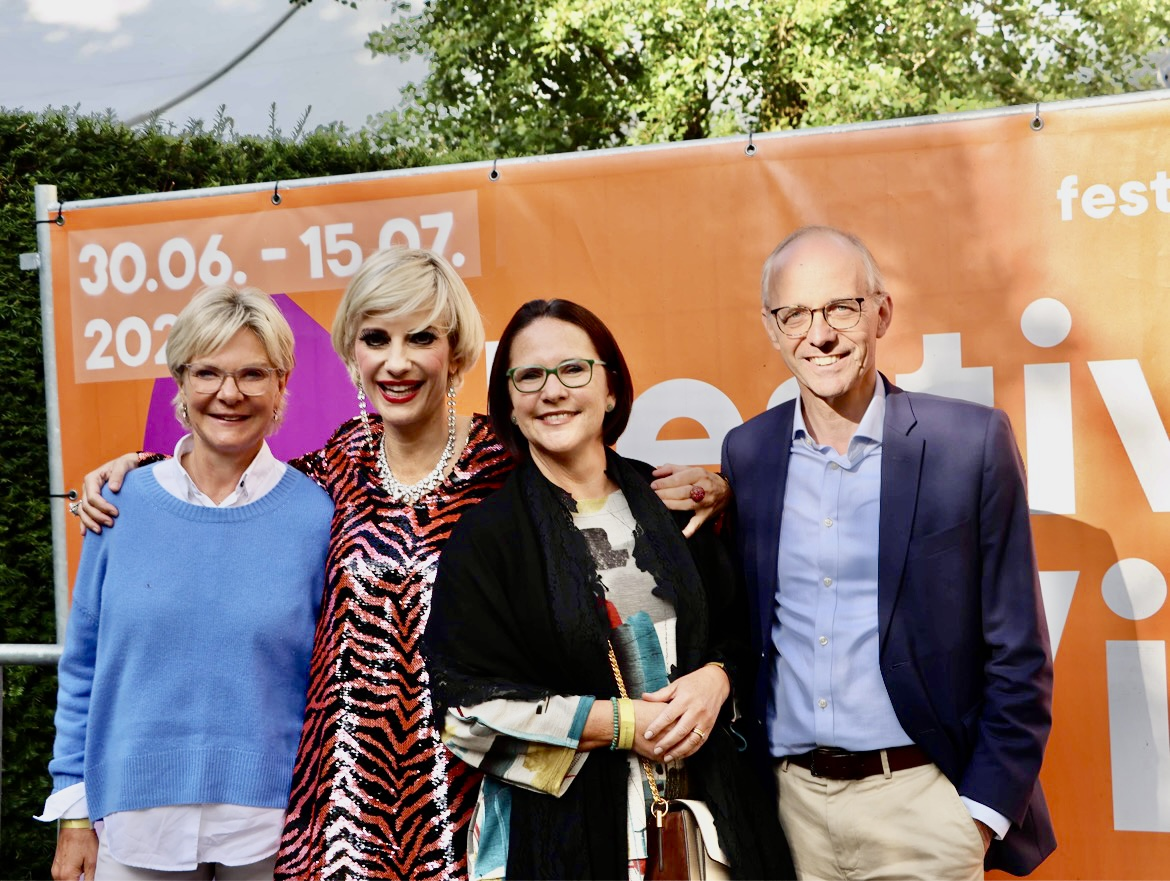
Adrienne Haan beim renommierten Wiltzer Festival in Luxembourg 2023, mit Luc Frieden, Premierminister von Luxembourg, sowie Yuriko Backes, Verteidigungsministerin von Luxembourg

Sie trat außerdem mehrfach in der US-Botschaft von Luxemburg auch tourte in Israel mit dem Netanya Orchestra durch 6 Städte. Sie trat in verschiedenen Locations in New York City auf, einschließlich Cafe Sabarsky, 54 Below, Joe's Pub, wo sie ihre Show Voluptuous Weimar mit Vince Giordano & The Nighthawks uraufführte, sowie im Metropolitan Room und dem Triad Theater NYC, in dem sie Artist in Residence ist. Sie spielte unter anderem Cabaret Français an der Luxemburger Botschaft in Washington DC im März 2019, ihre Kurt Weill Soirée mit dem Dan Levinson Sextett und Weimar Berlin Soirée Berlin, Mon Amour mit der französischen Sängerin und Tänzerin Magali Dahan. In New Mexico trat sie im Rahmen des Santa Fe Jewish Film Festival auf.
2022 wurde Adrienne Haan von der Ständigen Vertretung der Internationalen Frankophonie der Vereinten Nationen engagiert, um musikalisch das Großherzogtum Luxemburg während der 77. Sitzung der Generalversammlung der Vereinten Nationen in New York zu präsentieren. Sie ist die bisher einzige luxemburgische Künstlerin, der diese Ehre zuteilwurde.

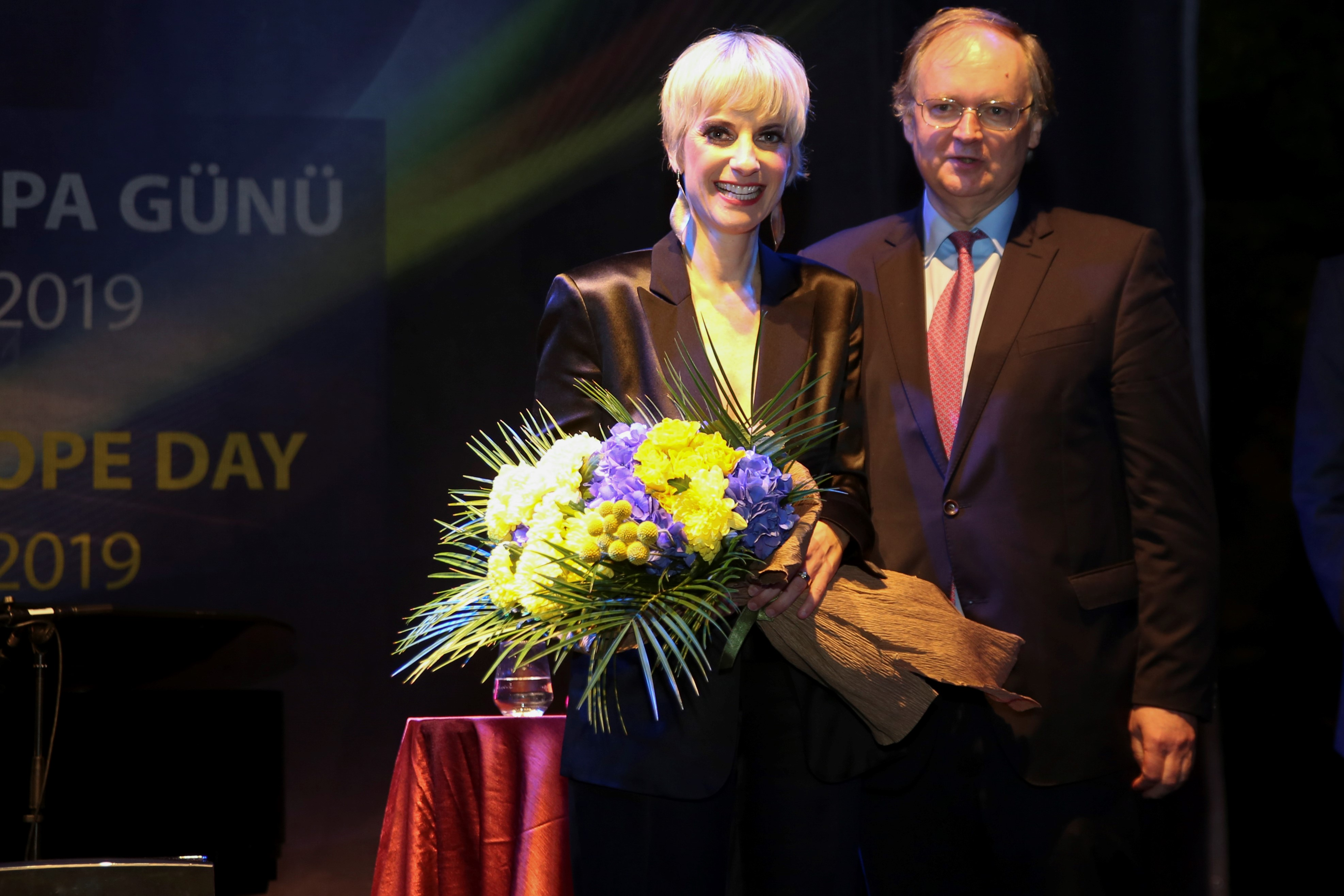
Adrienne Haan – Europatag 2019 Istanbul, Türkei

Ihre Theater- und Musikproduktionen umfassen Hauptrollen in Les Misérables, Evita, Cats, Cabaret, Sunset Boulevard, König Heinrich VI und Richard III. Ihre Kabarettshow Die Straßen von Berlin basiert auf Berlin, mon amour, ihrer CD, die in deutscher und englischer Sprache veröffentlicht wurde. Sowohl die Show als auch die Aufnahmen enthalten Werke von Mischa Spoliansky, Kurt Weill und Bertolt Brecht arrangiert für Gesang, Big Band und Streichquartett von Heinz Walter Florin. Ihre früheren CDs enthalten Musik von Andrew Lloyd Webber und Claude-Michel Schönberg. In Europa ist sie im Fernsehen des Westdeutschen Rundfunks aufgetreten.
Ihre neusten Alben Tehorah auf Deutsch, Jiddisch und Hebräisch, sowie ihre verrockte Hommage an das Französische Chanson, Rock Le Cabaret!, erschienen beide während der Pandemie 2020 und erfreuten sich sehr guter Kritiken.
In New York City ist Haan Mitglied des internationalen Beirats des Duke Ellington Center for the Arts. Seit 2021 ist sie als Autorin ebenfalls Mitglied des „Dramatist Guild of the United States of America“. Außerdem engagiert sie sich ehrenamtlich für das Survivor Mitzvah Projects, das Holocaust-Überlebenden in Osteuropa zu einer besseren Lebensqualität verhilft und dient dort im Vorstand (Honorary Entertainment Board).

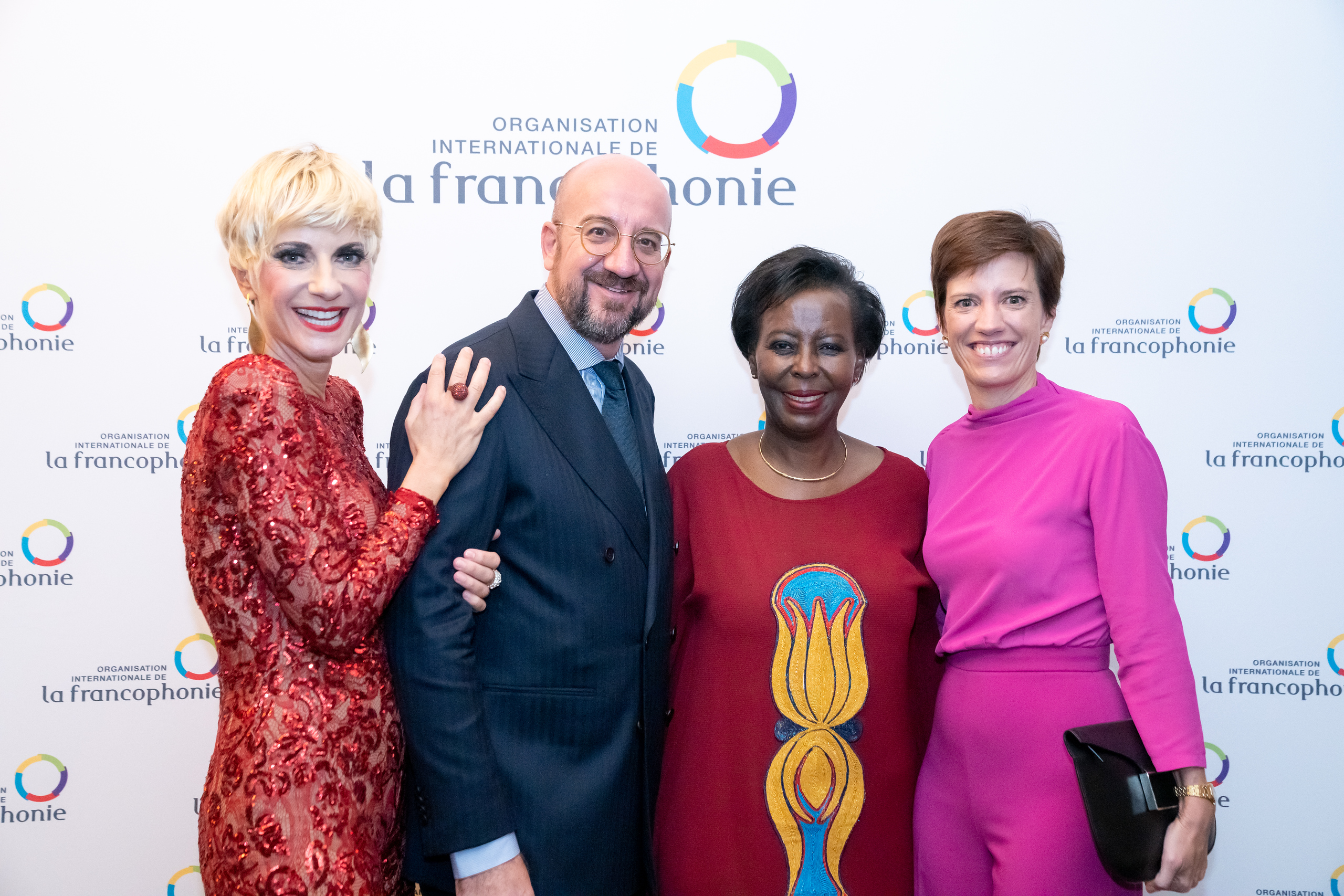
Auftritt während der 77. Generalversammlung der Vereinten Nationen in NY. Organisiert von der Ständigen Vertretung der Internationalen Frankophonie der Vereinten Nationen. Mit Charles Michel, Präsident des Europäischen Rates, September 2022

## Familie
Ihr Vater, Jean Joseph Haan, ist ein Neurologe, ihre Mutter arbeitete als medizinisch-technische Assistentin. Sie hat einen Bruder. 2007 heiratete Haan Klaus Liever.

## Diskografie
- 2020: Tehorah – Villa Artis, Königswinter[35]
- 2020: Rock Le Cabaret! – Studio der Welt, Köln[36]
- 2010: Berlin, Mon Amour – Berlinica
- 2006: I Could Have Danced All Night – Readers Digest
- 2003: Born to Entertain: – Hansahaus Studios in Bonn (Germany)